# Jan Pawel Lenga

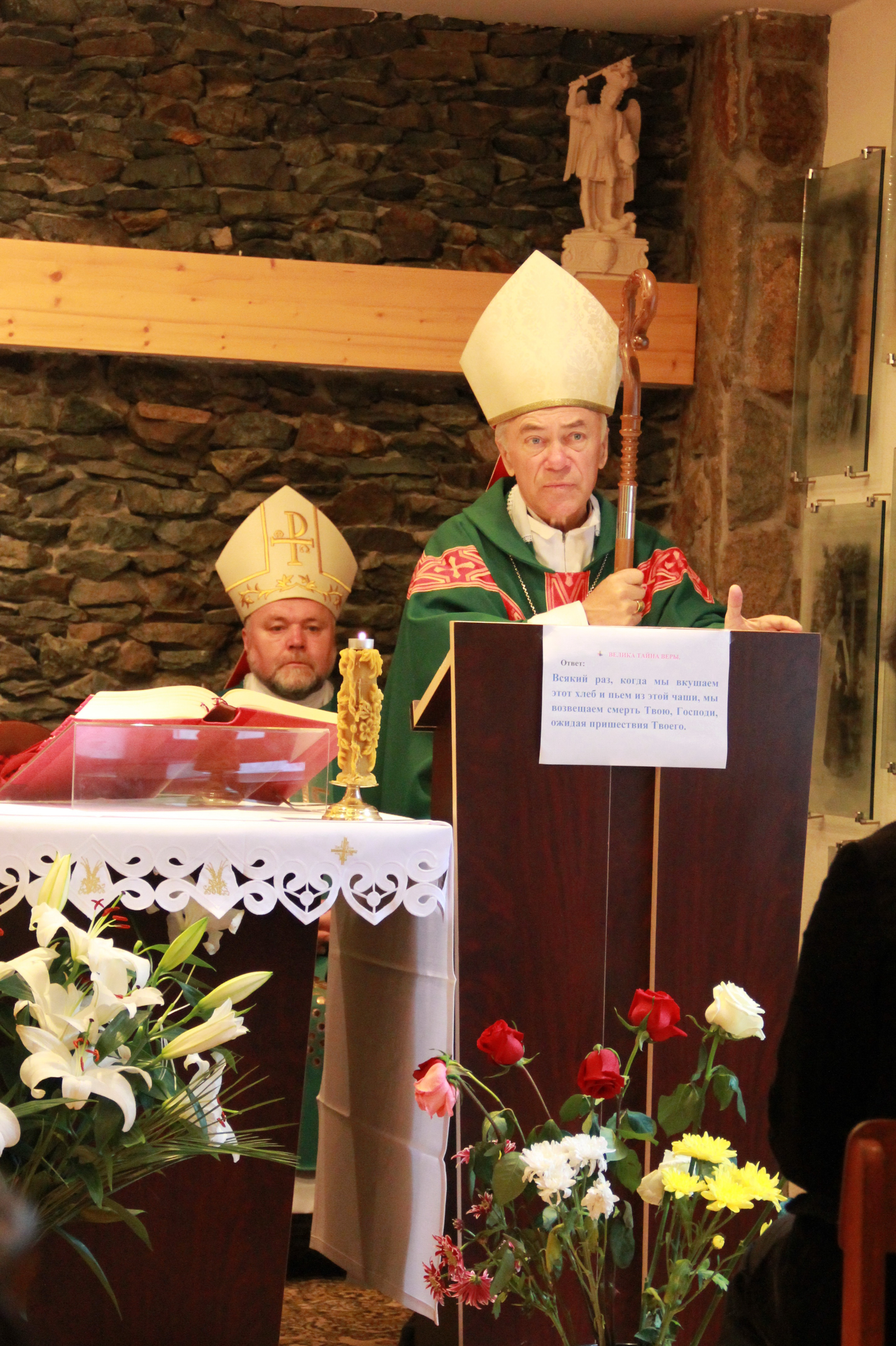
Jan Paweł Lenga (2013)

Jan Paweł Lenga MIC (* 28. März 1950 in Horodok, Oblast Kamjanez-Podilskyj, Ukrainische SSR) ist ein emeritierter Erzbischof der römisch-katholischen Kirche und war bis zum 5. Februar 2011 Bischof von Karaganda, Kasachstan.

## Leben
Jan Paweł Lenga trat der Ordensgemeinschaft der Kongregation der Regularkleriker Mariens von der Unbefleckten Empfängnis (Marianer) bei. Er studierte im Untergrund Katholische Theologie und empfing am 28. Mai 1980 in Vilnius geheim die Priesterweihe.
Papst Johannes Paul II. ernannte ihn 1991 zum Titularbischof von Arba und bestellte ihn zum Apostolischen Administrator für Kasachstan und Zentralasien (ehemalige Sowjetunion). Die Bischofsweihe spendete ihm am 28. Mai 1991 der Apostolische Delegat der Russischen Föderation und spätere Kardinal Francesco Colasuonno; Mitkonsekratoren waren Jan Olszański MIC, Bischof von Kamjanez-Podilskyi in der Ukraine, und Tadeusz Kondrusiewicz, Administrator in Russland und späterer Erzbischof des Erzbistums Mutter Gottes von Moskau.
Mit Erhebung der Administratur zum Bistum Karaganda 1999 durch Papst Johannes Paul II. wurde er zum ersten Bischof ernannt. 2003 erfolgte die Ernennung zum Erzbischof (persönlicher Titel).
Erzbischof Lenga und Weihbischof Athanasius Schneider wurden am 5. Februar 2011 von Papst Benedikt XVI. von der Bistumsleitung in Karaganda entpflichtet, Lenga ging mit 60 Jahren in den Ruhestand, Schneider wurde am 5. Februar 2011 als Weihbischof ins Erzbistum der Allerheiligsten Jungfrau Maria zu Astana versetzt. Im Internetportal der katholischen Kirche in Deutschland katholisch.de wird dieser Vorgang als „ungewöhnliche Personalentscheidung“ bezeichnet; Schneider sagte dazu, die Gründe seien ihm nie genannt worden und  „auch nicht so wichtig“. Am selben Tag wurde Janusz Kaleta Nachfolger Lengas als Bischof von Karaganda.
Anfang Januar 2015 übte Lenga in einem offenen Brief Kritik am gegenwärtigen Zustand der katholischen Kirche. Als Reaktion auf die Veröffentlichung von Amoris Laetitia publizierte Lenga am 31. Dezember 2017 zusammen mit dem Bischof von Astana, Tomasz Peta und dessen Weihbischof Athanasius Schneider eine Erklärung, nach der auch wiederverheiratete Geschiedene nicht zur Kommunion zugelassen werden dürfen. Diese Erklärung wurde später auch durch Erzbischof Carlo Maria Viganò und den emeritierten Erzbischof von Ferrara-Comacchio, Luigi Negri unterschrieben.

## Kontroversen
Paweł Lenga MIC hat inzwischen in Polen, wo er im Ruhestand lebt, Rede- und Auftrittsverbot. Die Polnische Bischofskonferenz untersagte ihm zu predigen, öffentlich die Messe zu feiern und in den Medien aufzutreten, nachdem er mit Fernsehauftritten und einer Buchveröffentlichung für Kontroversen in Polen gesorgt hatte. Er bezeichnete Papst Franziskus öffentlich als „Antichrist“ und weigert sich, den von ihm „Thronräuber und Häretiker“ genannten amtierenden Papst im Hochgebet zu erwähnen, wie es von der Kirche vorgeschrieben ist.
Jan Paweł Lenga gehört zu den Unterzeichnern eines mehrsprachigen Aufrufs von Carlo Maria Viganò vom 7. Mai 2020 mit dem lateinischen Titel „Veritas liberabit vos!“ (Die Wahrheit wird euch befreien, nach Joh 8,32 ), das auf dem Internetportal katholisch.de der Deutschen Bischofskonferenz als „Konglomerat an Verschwörungsmythen und Pseudowissenschaft“ bezeichnet wird. Darin wird beklagt, dass unter dem Vorwand der COVID-19-Pandemie Rechte und Grundfreiheiten vieler Bürger „unverhältnismäßig und ungerechtfertigt eingeschränkt“ würden; die öffentliche Gesundheit dürfe kein Alibi werden, „um die Zivilbehörden von ihrer Pflicht zu befreien, klug für das Gemeinwohl zu handeln“. In dem Text ist von wachsendem Zweifel an der tatsächlichen Ansteckungsgefahr des Coronavirus die Rede, und die Berichterstattung über die Pandemie wird als „Alarmismus“ bezeichnet. Die ergriffenen Eindämmungsmaßnahmen begünstigten die Einmischung „fremder Mächte“ mit schwerwiegenden sozialen und politischen Folgen, so der von katholischen Geistlichen, Journalisten, Medizinern und Anwälten mitunterzeichnete Text. Es gebe Kräfte, „die daran interessiert sind, in der Bevölkerung Panik zu erzeugen“ und eine „Isolation der Individuen“ zu fördern, „um sie besser manipulieren und kontrollieren zu können“. Dies sei „der beunruhigende Auftakt zur Schaffung einer Weltregierung, die sich jeder Kontrolle entzieht“. Der Text wurde von verschiedenen Medien und Kirchenvertretern als absurd und die geäußerten Thesen als Verschwörungstheorien bezeichnet. Am 12. Dezember 2020 unterzeichnete Lenga gemeinsam mit Schneider, Viganò und anderen Bischöfen eine weitere Erklärung zur Pandemie.